# Eugen Macovschi
Eugen Macovschi (n. 4 februarie 1906, Chișinău – d. 3 aprilie 1985, București) a fost un biochimist și biolog român, membru titular (1948) al Academiei Române.
A adus contribuții în domeniul chimiei organice (mecanismul formării azoxiderivaților, transpoziția moleculară a sintezelor stilbenilor etc.) și al biochimiei (constituția, activitatea și permeabilitatea membranelor vii).
Studiile sale au deschis noi perspective în domeniul cancerogenezei, farmacologiei și ecologiei.
În anul 1933 a fost angajat la laboratorul de chimie al Școalei Politehnice din Timișoara.
A fost membru titular al Academiei de Științe din România începând cu 7 iunie 1942.

## Distincții
- Ordinul Muncii clasa I (5 martie 1956) „pentru îndelungată activitate didactică și merite pe tărîmul creației științifice, cu prilejul împlinirii a 50 de ani de la naștere”[3]

## Lucrări
- Cercetări asupra permeabilității membranelor biologice. (Direcții noi de cercetare în domeniul permeabilității membranelor, Rolul fosfagenului în excitabilitatea musculară).
- Macovschi, Eugen: Cum se transformă hrana în putere, s.n., București, 1962, 32 p.[nefuncțională]
- Macovschi, Eugen: Biostructura, Editura Academiei R.S.R., 1969, 259 p.[nefuncțională]
- Macovschi, Eugen: Natura și structura materiei vii, Editura Academiei R.S.R., 1972, 184 p.[nefuncțională]
- Macovschi, Eugen: Confirmarea teoriei biostructurale prin microscopia electronică de înaltă tensiune, Editura Științifică și Enciclopedică, București, 1981, 60 p.[nefuncțională]
- Macovschi, Eugen: Concepția biostructurală și teoriile moleculare ale materiei vii, Editura Științifică și Enciclopedică, București, 1984 ediție trilingvă, 159 p.[nefuncțională]